# Rio São João de Meriti
Rio São João de Meriti är ett vattendrag i Brasilien.   Det ligger i delstaten Rio de Janeiro, i den sydöstra delen av landet, 900 km sydost om huvudstaden Brasília.
Runt Rio São João de Meriti är det i huvudsak tätbebyggt. Runt Rio São João de Meriti är det mycket tätbefolkat, med 5 021 invånare per kvadratkilometer.